# Munnar

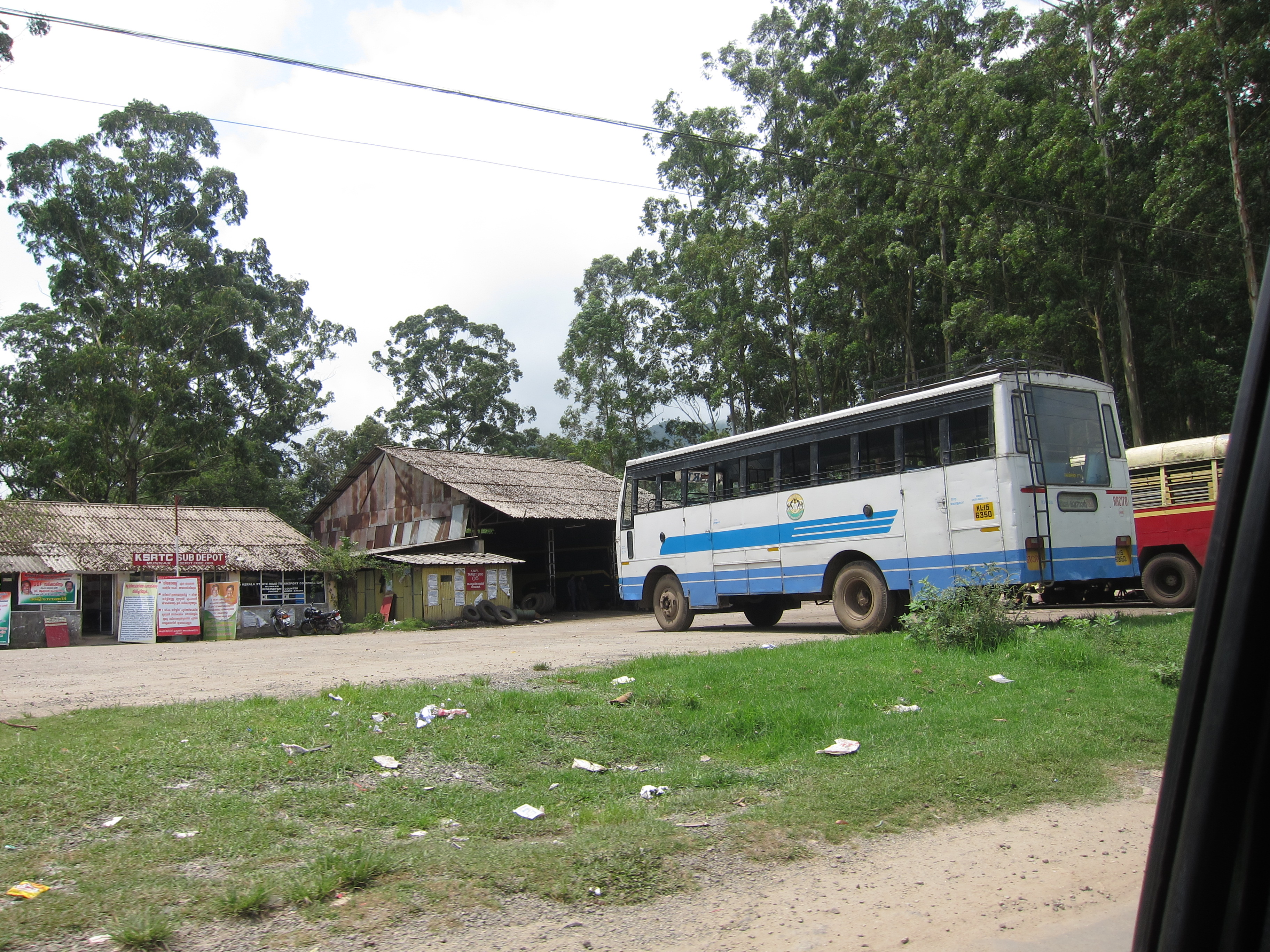
Estação rodoviária de Munnar da KSRTC

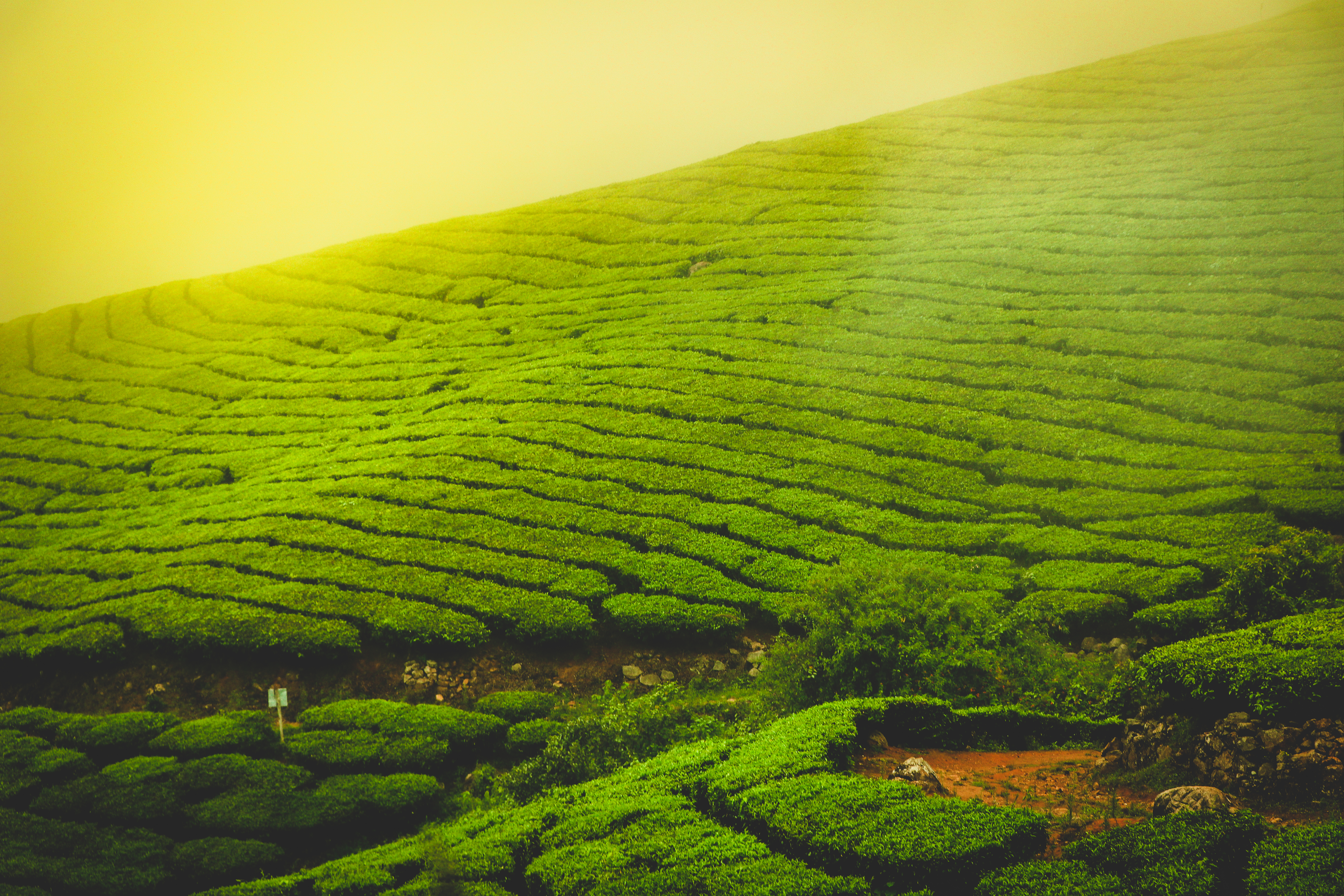
Verdes colinas de chá em Munnar

Localizada na cordilheira dos Gates Ocidentais, a cerca de 1 600 metros acima do nível do mar, Munnar é uma vila e estância de montanha no sudoeste do estado indiano de Querala. Conhecida como a "Caxemira do Sul da Índia", Munnar atrai muitos casais em lua de mel.
As plantações de chá são uma das principais características de Munnar, muitas delas herdadas do período colonial britânico. Lá se cultiva e processa o chá "Kannan Devan" da Tata, uma marca renomada. Outra raridade da região é a strobilanthus, uma flor azul que só aparece a cada doze anos.

## Flora e fauna
Munnar abriga o pico mais alto do sul da Índia, Anamudi, que tem 2 695 metros de altura. No Parque Nacional de Eravikulam, pode se ver de perto a Nilgiri tahr, uma cabra da montanha ameaçada de extinção que os locais chamam de "varayadu". O parque fica entre 1 600 e 2 000 metros acima do nível do mar.[carece de fontes?]